# うきは地区デジタルテレビ中継局
うきは地区デジタルテレビ中継局（うきはちくデジタルテレビちゅうけいきょく）は、福岡県うきは市に置かれているデジタルテレビ中継局である。

## 概要
- 当デジタルテレビ中継局は、｢虹峠｣・｢袋野｣・｢束川｣の3中継局の総称である。
- 当デジタルテレビ中継局は、久留米デジタル中継局などからの受信に障害が生じているうきは市浮羽町三春地区の一部をカバーする。
- なお、当デジタルテレビ中継局は、九州では最初の｢ギャップフィラー｣方式による中継局となる。

## 送信施設概要
| リモコンキーID | 放送局名          | 物理チャンネル | 空中線電力 | ERP                                                                   | 放送対象地域 | 放送区域内世帯数 | 放送開始日    |
| -------------- | ----------------- | -------------- | ---------- | --------------------------------------------------------------------- | ------------ | ---------------- | ------------- |
| 1              | KBC九州朝日放送   | 31ch           | 10mW       | 29mW（TNCのみ28mW） 30mW 58mW（TNCのみ56mW） どの中継局が何mWかは不明 | 福岡県       | 3局で56世帯      | 2010年6月18日 |
| 2              | NHK福岡教育テレビ | 22ch           | 10mW       | 29mW（TNCのみ28mW） 30mW 58mW（TNCのみ56mW） どの中継局が何mWかは不明 | 全国放送     | 3局で56世帯      | 2010年6月18日 |
| 3              | NHK福岡総合テレビ | 28ch           | 10mW       | 29mW（TNCのみ28mW） 30mW 58mW（TNCのみ56mW） どの中継局が何mWかは不明 | 福岡県西部   | 3局で56世帯      | 2010年6月18日 |
| 4              | RKB毎日放送       | 30ch           | 10mW       | 29mW（TNCのみ28mW） 30mW 58mW（TNCのみ56mW） どの中継局が何mWかは不明 | 福岡県       | 3局で56世帯      | 2010年6月18日 |
| 5              | FBS福岡放送       | 32ch           | 10mW       | 29mW（TNCのみ28mW） 30mW 58mW（TNCのみ56mW） どの中継局が何mWかは不明 | 福岡県       | 3局で56世帯      | 2010年6月18日 |
| 7              | TVQ九州放送       | 26ch           | 10mW       | 29mW（TNCのみ28mW） 30mW 58mW（TNCのみ56mW） どの中継局が何mWかは不明 | 福岡県       | 3局で56世帯      | 2010年6月18日 |
| 8              | TNCテレビ西日本   | 34ch           | 10mW       | 29mW（TNCのみ28mW） 30mW 58mW（TNCのみ56mW） どの中継局が何mWかは不明 | 福岡県       | 3局で56世帯      | 2010年6月18日 |